# إزومو (شيمانه)
مدينة إزومو (بالإنجليزية: Izumo)‏ هي أحد المدن التابعة لمحافظة شيمانه. تأسست رسميًا في 03/11/1941. ويقدر عدد سكانها بـ 146115 نسمة حسب تقدير مكتب الإحصاء الياباني لعام 2012. تبلغ مساحة إزومو 543.48 كم2. بكثافة سكانية تبلغ 269 نسمة/كم2.

## توأمة
لإزومو (شيمانه) اتفاقيات توأمة مع كل من:
- سانتا كلارا
- هانتشونغ
- إيفيان
- كلاجوكي
- Dún Laoghaire [الإنجليزية]‏

## معرض صور

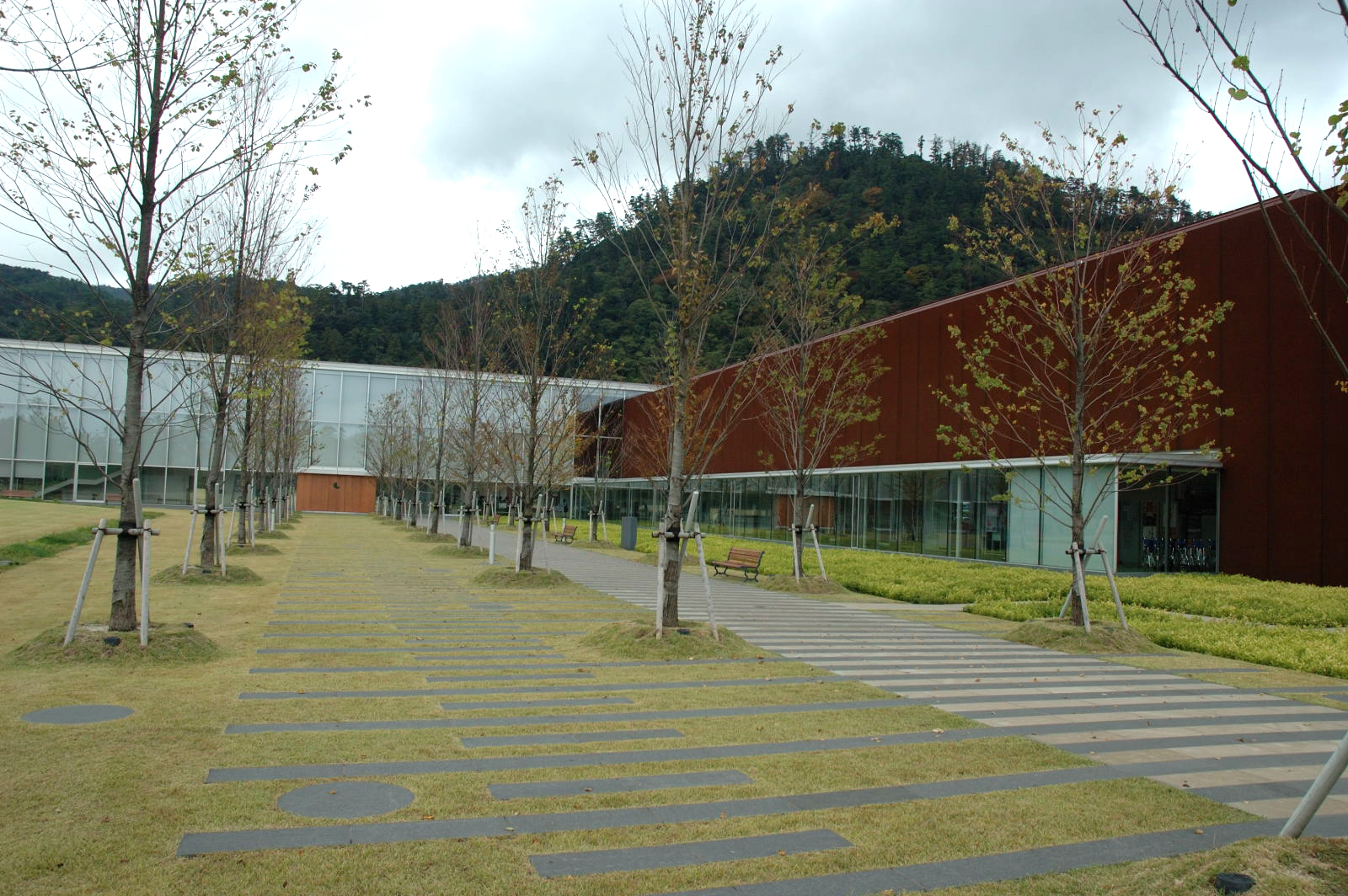
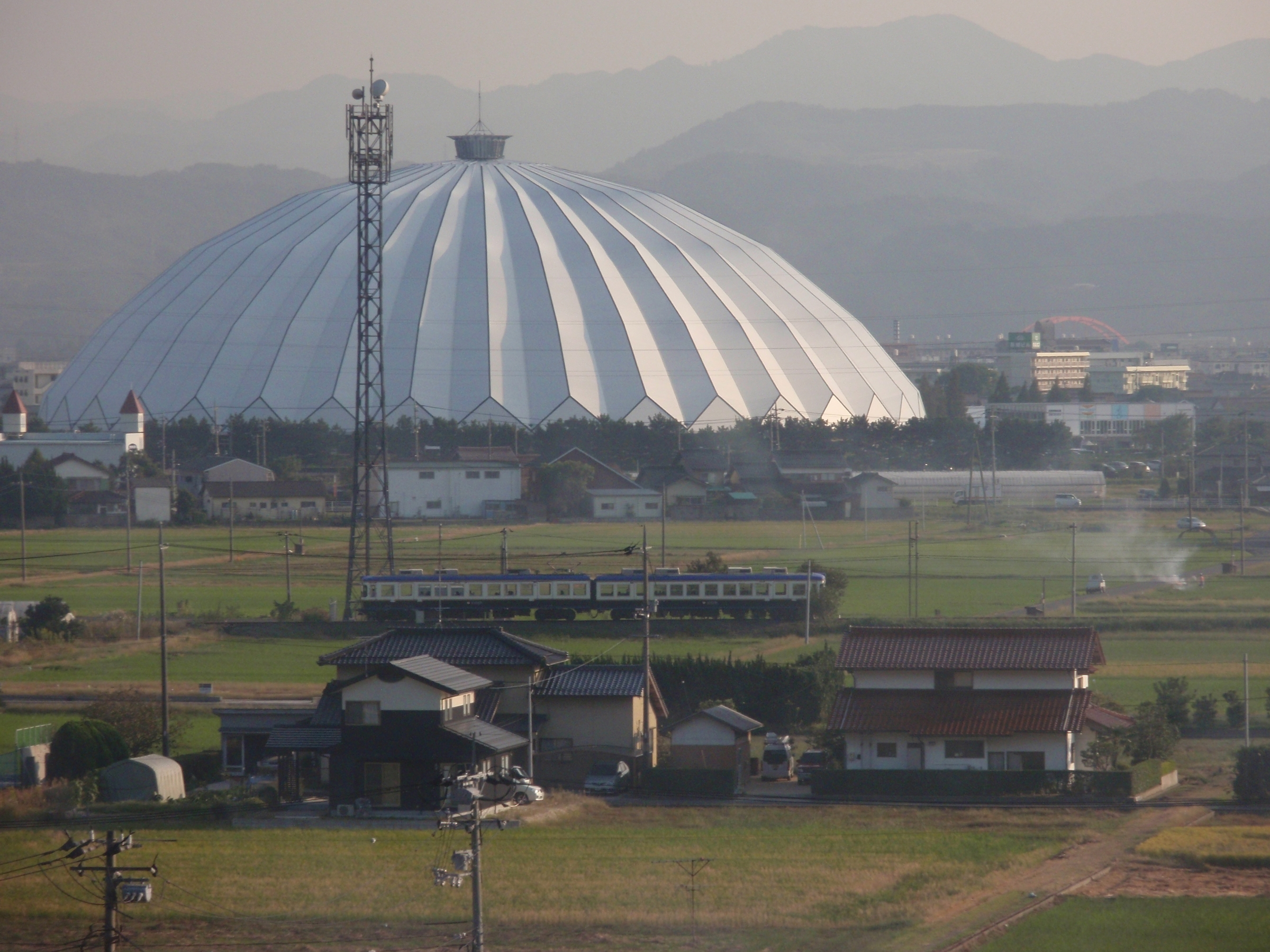
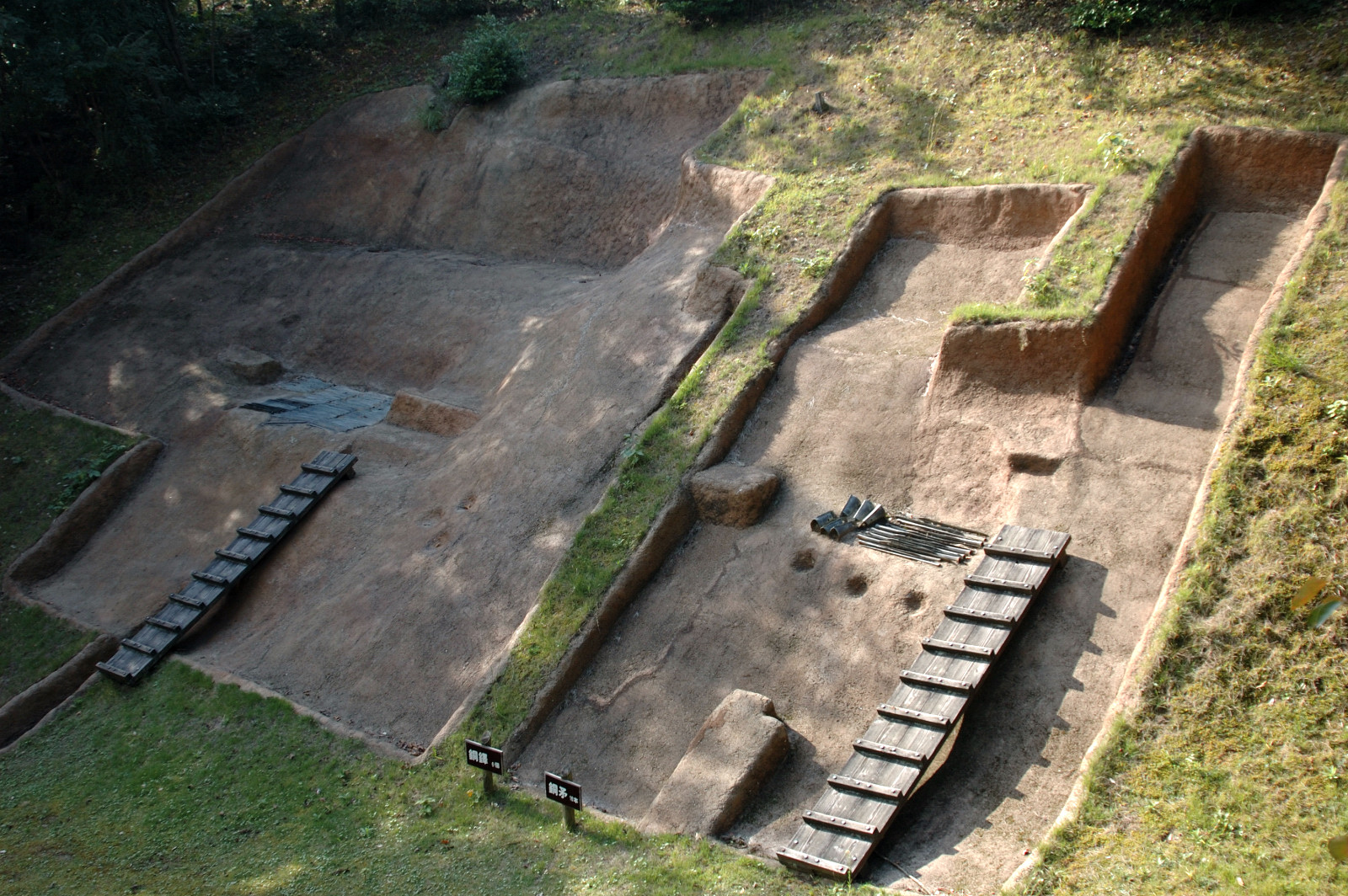
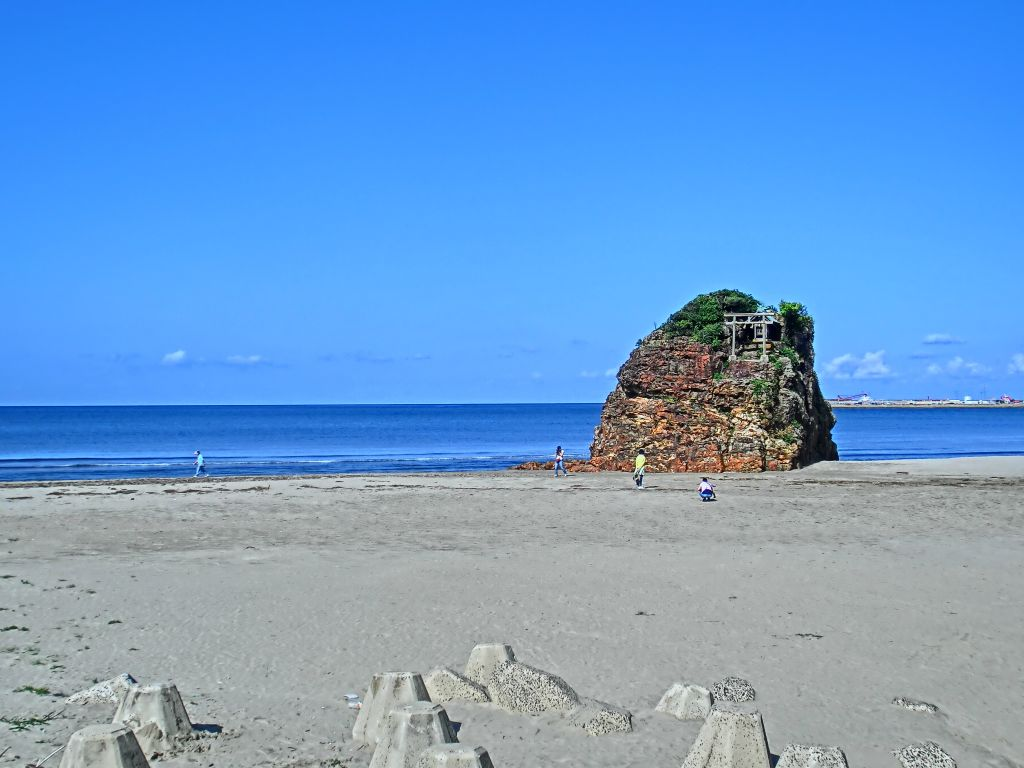

## أعلام
- نوريهيرو كواكامي
- كانا مي
- ميكيو أوكي
- توموكازو ناغيرا
- تسويوشي وادا